# Font i pica d'abeurador (la Vall de Boí)
La Font i pica d'abeurador és una obra de la Vall de Boí (Alta Ribagorça) inclosa a l'Inventari del Patrimoni Arquitectònic de Catalunya.

## Descripció
Pont d'un sol arc recolzat sobre la roca del terreny en un punt on el riu passa molt encaixat entre penyes.
Tot i ser evident la seva reconstrucció recent, sobretot per l'errònia col·locació de la clau de l'arc datada el 1.70?, la seva forma molt propera a l'original i la seva imatge consolidada en aquest sector de poble fan recomanable la seva conservació, millorant les seves baranes i restaurar-lo adequadament.

## Història
A l'arc del costat nord del pont hi ha una peça de clau, bastant deteriorada, datada el 1.70?.